# Harry Seeley
Harry Govier Seeley (Londra, 18 febbraio 1839 – Kensington, 8 gennaio 1909) è stato un paleontologo britannico.

## Biografia
Era figlio di Richard Hovill Seeley, un orefice, e della sua seconda moglie Mary Govier. Studiò alla Royal School of Mines, a Kensington, prima di diventare assistente di Adam Sedgwick al Woodwardian Museum di Cambridge, nel 1859. Si immatricolò come studente al Sidney Sussex College a Cambridge nel 1863. Lasciò il lavoro sia al British Museum che al British Geological Survey per lavorare in proprio. Più tardi accettò un incarico come professore di geologia al King's College, Cambridge e al  Bedford College (London) (1876). In seguito fu docente di geologia e fisiologia al Dulwich College e professore di geologia e mineralogia al King's College London (1896–1905).
Nel 1872 sposò Eleanora Jane, figlia di William Mitchell, di Bath. La loro figlia Maude sposò Arthur Smith Woodward, FRS.
È sepolto al Brookwood Cemetery.

## Dinosauri
Determinò che i dinosauri erano suddivisi in due grandi gruppi,  Saurischia e Ornithischia, basandosi sulla natura delle ossa e articolazione pelviche. Pubblicò i suoi risultati nel 1888, da una comunicazione che aveva inviato l'anno precedente.
I paleontologi del periodo dividevano i Dinosauria in vari modi, a seconda della struttura dei loro piedi e della forma dei loro denti. La divisione di Seeley, tuttavia, ha superato la prova del tempo, anche se in realtà si è visto in seguito che gli uccelli sono discesi non dagli Ornithischia (ossa delle anche da uccello), ma dai Saurischia (ossa delle anche da lucertola). Seeley trovò i due gruppi così diversi che ne dedusse anche delle origini separate: fu solo negli anni 1980 che le nuove tecniche dell'analisi cladistica hanno mostrato che entrambi i gruppi di dinosauri in realtà derivano da antenato comuni nel Triassico. 
Il suo popolare libro sugli pterosauri, Dragons of the Air (1901) ipotizzò che uccelli e pterosauri erano strettamente legati. La sua opinione che avessero un'origine in comune fu in seguito dimostrata (entrambi sono arcosauri) ma la parentela non era così stretta come pensava. Respinse la teoria di Richard Owen degli pterosauri come animali a sangue freddo che planavano lentamente, e comprese che erano a sangue caldo e con un volo attivo.
Fu eletto  Fellow of the Royal Society nel giugno del 1879 per il suo lavoro sui rettili e sui dinosauri. e pubblicò la Croonian Lecture nel 1887.
Seeley descrisse numerose specie di rettili fossili (soprattutto molti dinosauri), per lo più note attraverso frammenti, tra cui Eucercosaurus tanyspondylus, Orthomerus dolloi, Gigantosaurus megalonyx, Adriosaurus suessi, Priodontognathus phillipsi, Thecospondylus horneri, Cetarthrosaurus walkeri, Cryptosaurus eumerus, Thecocoelurus daviesi, Muraenosaurus leedsii, Picrocleidus beloclis, Anoplosaurus curtonotus, Mauisaurus haasti, Ornithodesmus cluniculus, Peloneustes philarchus, Mochlodon suessi. Seeley istituì inoltre alcune specie di terapsidi, come Phthinosuchus discors, Diademodon tetragonus, Aulacephalodon baini.